# Björn Kierspel
Björn Kierspel (* 14. Mai 1979 in Bergisch Gladbach) ist ein deutscher Naturbahnrodler. Nach knapp zehn Jahren im Sportrodeln wechselte er 2001 zum Naturbahnrodeln. Er startet sowohl im Einsitzer als auch im Doppelsitzer und zählt vor allem im Doppelsitzer zu den erfolgreichsten deutschen Athleten. Er gewann gemeinsam mit Christian Wichan als bisher einziger Deutscher ein Weltcuprennen im Doppelsitzer, erreichte bei der Europameisterschaft 2012 den vierten Platz und in der Saison 2010/2011 den fünften Rang im Gesamtweltcup. Kierspel wurde bisher viermal Deutscher Meister im Doppelsitzer und einmal Deutscher Meister im Einsitzer.

## Karriere
Björn Kierspel wurde in Bergisch Gladbach in Nordrhein-Westfalen geboren und zog im Alter von fünf Jahren mit seiner Familie nach Navis (Tirol). Von 1992 bis 2001 nahm er in Österreich an Sportrodelrennen teil, 1999 wurde er Österreichischer Juniorenmeister im Einsitzer. Im Jahr 2001 wechselte Kierspel zum Rennrodeln auf Naturbahn. Er startet seither für den SC Riessersee, wurde nach guten Trainingsleistungen im Dezember 2001 in den deutschen Nationalkader aufgenommen und kam ab der Saison 2001/2002 im Weltcup zum Einsatz. Das beste Ergebnis seines ersten Weltcupwinters war ein 16. Platz in Hüttau und er wurde 21. im Gesamtklassement. 
Seit der Saison 2002/2003 startet Kierspel nicht nur im Einsitzer, sondern er bildet, zunächst mit Hansjörg Mühlbacher, auch das einzige deutsche Doppelsitzerpaar im Weltcup. Kierspel/Mühlbacher erzielten in ihrer ersten Saison drei neunte und einen zehnten Platz, konnten aber wegen eines Wadenbeinbruches von Björn Kierspel nicht mehr an den letzten beiden Weltcuprennen sowie an der Weltmeisterschaft teilnehmen. Im Gesamtweltcup wurden sie Zehnte. Im Einsitzer erreichte Kierspel bis zu seiner Verletzung einen 18. und drei 19. Plätze, womit er wie im Vorjahr 21. des Gesamtweltcups wurde. In der Saison 2003/2004 erreichten Kierspel/Mühlbacher fünf Top-10-Ergebnisse, wobei ein sechster Platz am 6. Januar 2004 in Grande Prairie ihr bestes Resultat war. Damit erzielten sie im Gesamtweltcup den achten Platz. Im Einsitzer fuhr Kierspel in zwei Rennen unter die besten 15 und wurde 14. im Gesamtklassement. Bei der Europameisterschaft 2004 in Hüttau erzielte Björn Kierspel den 26. Rang im Einsitzer und mit Hansjörg Mühlbacher den 14. Platz im Doppelsitzer. In der Saison 2004/2005 konnte sich Kierspel in allen Weltcuprennen im Einsitzer unter den besten 18 platzieren, dreimal erzielte er den 16. Rang, womit er 15. im Gesamtklassement wurde. Im Doppelsitzer startete er in diesem Winter mit Martin Nachmann. Sie nahmen aber nur an den ersten beiden Weltcuprennen teil, erzielten einen neunten und einen zwölften Platz und wurden 14. im Gesamtweltcup. Bei der Weltmeisterschaft 2005 in Latsch wurde Kierspel 20. im Einsitzer, kam mit Martin Nachmann im Doppelsitzer aber nur auf den 13. und letzten Platz. Das Duo Kierspel/Nachmann bestritt gemeinsam mit Michaela Maurer und Marcus Grausam, die im Einsitzer starteten, auch den Mannschaftswettbewerb, bei dem das deutsche Team unter zehn Mannschaften den achten Platz belegte. In der Saison 2005/2006 war Björn Kierspel nur im Einsitzer am Start. Mit insgesamt drei 13., sowie einem 14. und zwei 15. Plätzen erreichte er im Gesamtweltcup den 13. Rang und damit sein längere Zeit bestes Gesamtergebnis im Einsitzer. Bei der Europameisterschaft 2006 in Umhausen wurde er 16.
Seit der Saison 2006/2007 startet Kierspel gemeinsam mit Christian Wichan im Doppelsitzer. In ihrem ersten gemeinsamen Winter fuhren sie in vier Weltcuprennen unter die schnellsten zehn und erreichten als bestes Resultat den fünften Platz in Umhausen. Im Gesamtweltcup wurden sie Neunte. Im Einsitzer gelang Björn Kierspel am Ende dieser Saison mit Platz elf im Weltcupfinale in Moos in Passeier sein bisher bestes Resultat in einem Einsitzer-Weltcuprennen, im Gesamtklassement fiel er jedoch gegenüber dem Vorjahr um drei Plätze auf Rang 16 zurück. Bei der Weltmeisterschaft 2007 in Grande Prairie erzielte er den 18. Platz im Einsitzer und mit Wichan den siebenten, aber nur letzten, Platz im Doppelsitzer. Im Mannschaftswettbewerb wurden Kierspel/Wichan gemeinsam mit Michaela Maurer und Marcus Grausam Siebente, von acht gewerteten Teams. In der Saison 2007/2008 verfehlte das Duo Kierspel/Wichan die ersten Podestplatzierungen im Doppelsitzer-Weltcup nur knapp. Sie erreichten im ersten Weltcuprennen am 23. Dezember 2007 in Moos in Passeier und im dritten Weltcuprennen am 20. Januar 2008 in Umhausen – zeitgleich mit dem russischen Doppel Jegorow/Popow – jeweils den vierten Platz. Hinzu kamen ein sechster und zwei achte Plätze, womit sie Sechste im Gesamtweltcup wurden und damit das bis dahin beste Ergebnis eines deutschen Doppelsitzerpaares im Gesamtweltcup erzielten. Eine gute Leistung zeigten Kierspel/Wichan auch bei der Europameisterschaft 2008 in Olang. Dort erreichten sie den fünften Platz und damit das bisher beste Resultat, das je ein deutscher Doppelsitzer bei Europa- und auch Weltmeisterschaften erzielte. Im Einsitzer kam Björn Kierspel bei der EM auf Platz 18, im Weltcup erzielte er mit insgesamt fünf Top-15-Resultaten den 14. Gesamtrang.
Aufgrund einer Verletzung von Christian Wichan startete Björn Kierspel in der Saison 2008/2009 nur im Einsitzer. Er kam im Weltcup in vier Rennen unter die schnellsten 20, erzielte sein bestes Ergebnis mit Platz 14 in Unterammergau und wurde 16. im Gesamtklassement. Bei der Weltmeisterschaft 2009 in Moos in Passeier erzielte er Rang 17. In der Saison 2009/2010 fuhr er in allen sechs Weltcuprennen unter die schnellsten 20 und erreichte mit Platz zwölf beim Saisonfinale in Garmisch-Partenkirchen sein zweitbestes Weltcupergebnis im Einsitzer. Dennoch fiel er im Gesamtweltcup um einen Rang auf Platz 17 zurück. Er startete in diesem Winter auch wieder mit Christian Wichan im Doppelsitzer. Das Duo erzielte fünf Top-10-Plätze und als bestes Resultat den sechsten Rang im letzten Saisonrennen, womit sie Siebente im Gesamtweltcup wurden. Bei der Europameisterschaft 2010 in St. Sebastian war Björn Kierspel mit Platz 16 erstmals bester Deutscher im Einsitzer, im Doppelsitzer erzielten Kierspel/Wichan nach einem Sturz im ersten Durchgang allerdings nur den zwölften und letzten Platz. Im Mannschaftswettbewerb wurden sie, wiederum mit Michaela Maurer und Marcus Grausam, Siebente.
Im Januar 2011 wurde Björn Kierspel erstmals Deutscher Meister im Einsitzer, nachdem er zuvor schon viermal Deutscher Meister im Doppelsitzer war. Im Weltcup konnte er sich in der Saison 2010/2011 im Einsitzer in fünf der sechs Rennen unter den besten 15 platzieren, womit er nach 2005/2006 zum zweiten Mal den 13. Gesamtrang erreichte. Im Doppelsitzer fuhren Kierspel/Wichan in der ersten Saisonhälfte in zwei Rennen unter die schnellsten sieben; ehe sie am 12. Februar 2011 in Unterammergau überraschend ihren ersten Weltcupsieg feierten. Dies war der erste Weltcupsieg im Doppelsitzer und der zweite überhaupt für Deutschland. Im Gesamtklassement erreichten sie damit den fünften Platz und damit das bisher beste Gesamtresultat eines deutschen Doppelsitzers im Weltcup. Bei der Weltmeisterschaft 2011 in Umhausen erzielte das Duo den siebenten Platz im Doppelsitzer und zusammen mit Michaela und Georg Maurer den sechsten Platz im Mannschaftswettbewerb. Im Einsitzer belegte Björn Kierspel Rang 19.
In der Saison 2011/2012 war Kierspels bestes Weltcupergebnis im Einsitzer der 13. Platz beim Finale in Umhausen, während er im Doppelsitzer mit Christian Wichan ebenfalls beim Weltcupfinale als Dritter seinen zweiten Podestplatz erreichte. Im Doppelsitzer-Gesamtweltcup wurden Kierspel/Wichan Siebte. Bei der Europameisterschaft 2012 in Nowouralsk verfehlten sie als Vierte eine Medaille im Doppelsitzer nur um drei Hundertstelsekunden. Im Mannschaftswettbewerb wurden sie mit Veronika Nachmann und Marcus Grausam Siebte, während Björn Kierspel im Einsitzer als bester Deutscher auf Platz 17 fuhr.

## Erfolge
(wenn nicht anders angegeben, Doppelsitzer mit Christian Wichan)

### Weltmeisterschaften
- Latsch 2005: 20. Einsitzer, 13. Doppelsitzer (mit Martin Nachmann), 8. Mannschaft
- Grande Prairie 2007: 18. Einsitzer, 7. Doppelsitzer, 7. Mannschaft
- Moos in Passeier 2009: 17. Einsitzer
- Umhausen 2011: 19. Einsitzer, 7. Doppelsitzer, 6. Mannschaft

### Europameisterschaften
- Hüttau 2004: 26. Einsitzer, 14. Doppelsitzer (mit Hansjörg Mühlbacher)
- Umhausen 2006: 19. Einsitzer
- Olang 2008: 18. Einsitzer, 5. Doppelsitzer
- St. Sebastian 2010: 16. Einsitzer, 12. Doppelsitzer, 7. Mannschaft
- Nowouralsk 2012: 17. Einsitzer, 4. Doppelsitzer, 7. Mannschaft

### Weltcup
- Siebenmal unter den besten zehn im Doppelsitzer-Gesamtweltcup
- Viermal unter den besten 15 im Einsitzer-Gesamtweltcup
- 23 Top-15-Platzierungen im Einsitzer
- 2 Podestplätze im Doppelsitzer, davon 1 Sieg:

| Datum            | Ort           | Land        | Disziplin    |
| ---------------- | ------------- | ----------- | ------------ |
| 12. Februar 2011 | Unterammergau | Deutschland | Doppelsitzer |

### Deutsche Meisterschaften
- Deutscher Meister im Einsitzer 2011
- Deutscher Meister im Doppelsitzer 2004, 2005, 2008 und 2010